# Вестморланд (Канзас)
Вестморланд (енгл. Westmoreland) град је у америчкој савезној држави Канзас.

## Демографија
По попису из 2010. године број становника је 778, што је 147 (23,3%) становника више него 2000. године.
| Група             | 2000.       | 2010.       |
| Белци             | 615 (97,5%) | 741 (95,2%) |
| Афроамериканци    | 0 (0,0%)    | 3 (0,4%)    |
| Азијати           | 0 (0,0%)    | 1 (0,1%)    |
| Хиспаноамериканци | 10 (1,6%)   | 19 (2,4%)   |
| Укупно            | 631         | 778         |